# A New York-i emigráns magyarok listája (1852)
A New York-i emigráns magyarok listája (1852) 1852 májusában a New York-i magyar emigránsok aláírtak egy petíciót Kossuth Lajos mellett, s egy Szedlák Mátyás nevű magyar emigráns ellen, Szedlák sarlatánsággal, s azzal vádolta a kormányzót, hogy sohasem képviselte a magyar közvéleményt. A New York-i magyar emigránsok saját kezű aláírásaikkal csatlakoztak a petícióhoz. Az utókornak fontosak ezek az aláírások, mert részben ebből tudjuk meg azt is, hogy kik tartózkodtak ebben az időpontban New Yorkban. Legnagyobb részük 1848–49-es forradalom és szabadságharc bukása után érkezett Amerikába, de vannak köztük régebben kivándorolt magyar amerikaiak is. Rendelkezésünkre áll egy másik névsor is, egy öreg magyar amerikai megőrizte 113 magyar New York-i címét 1852-ből, nem a leghíresebbek vannak csak közöttük, részlegesen egyezik meg a névsor a petíciót aláírókkal. Kende nyomán tudható, hogy Perczel Miklós is aláírhatta volna a petíciót, de Kossuth Lajos politikájával nem értett egyet, ezért nem írta alá. A petíciót aláírók közül, akik a lakhely szerinti névsorban is szerepelnek, ott a név után odaírtuk (lakhely), ami azt jelenti, hogy 1852-es New York-i lakcímük ismert.

## Névsor
1. Ács Gedeon
2. Aczél Ignácz (csak lakás)
3. Appel Ignác
4. Asbóth Sándor (lakhely)
5. Bárdy Adolf főhadnagy
6. Báthory Ignác hadnagy
7. Berecz János tizedes
8. Belkó József közvitéz
9. Bethlen Gergely ezredes
10. Biró Ede őrnagy (lakhely)
11. Bogdány Vilmos (csak lakás)
12. Boros István honvéd
13. Botos Ignác (csak lakás)
14. Botos Péter (csak lakás)
15. Csomortányi Alajos százados
16. Debreczenyi Ignác főhadnagy (lakhely)
17. Dembinszky Antal őrnagy
18. Diószeghy Géza
19. Dóczy József közvitéz
20. Dudás János
21. Fegyveresi Ferenc
22. Fockner József alezredes
23. Fóthy György főhadnagy
24. Fráter Alajos százados (lakhely)
25. Freund József
26. Gerster Antal főhadnagy
27. Grünwald hadnagy
28. Gyurman Adolf (lakhely)
29. Hanulay Ferenc (csak lakás)
30. Haszman Ferenc
31. Herceg Lajos (csak lakás)
32. Horváth József tizedes
33. Hrabovszky L.
34. Huszár Sándor (csak lakás)
35. Ihász Dániel alezredes
36. Jablanczy István hadnagy
37. Kayszer Albert
38. Kelemen Attila orvos
39. Keményffy József főhadnagy
40. Kinizsy István kapitány
41. Kiss Imre (lakás)
42. Kiss József tűzmester
43. Kopcsik Lajos (csak lakás)
44. Kosztka Lajos hadnagy
45. Kovács Ferenc honvéd (lakás)
46. Kovács István őrnagy (lakhely)
47. Kovács István tizedes (lakhely)
48. Kovács János honvéd
49. Kovács László
50. Körber Vince
51. Kun Gyula hadnagy
52. László Károly százados
53. Lorody Ede
54. Lukács Pál főhadnagy
55. Lukács Sándor képviselő
56. Magossy István (csak lakás)
57. Masson József főhadnagy
58. Mayerhoffer János százados
59. Menyhárd János (csak lakhely)
60. Mészáros Imre százados (lakás)
61. Mohor Mihály százados
62. Nagy Péter
63. Nasicz Samu (lakás)
64. Németh József százados (lakhely)
65. Nyújtó Mátyás százados
66. Nyul József honvéd (lakhely)
67. Pap József honvéd
68. Perczel Miklós (csak lakhely)
69. Podhraszky K. százados
70. Pongrátz Guidó százados
71. Radnich Imre százados
72. Radnich István hadnagy
73. Román Ferenc (lakás)
74. Ruzics Sámuel (csak lakás)
75. Sándor László (csak lakás)
76. Sáray György tizedes
77. Semsey Kálmán főhadnagy
78. Semsey Károly (csak lakás)
79. Soltész Sándor őrmester
80. Spaczek Lajos tábori főorvos
81. Sümeghi József honvéd
82. Szabady Pál közvitéz
83. Szabó Adolf hadnagy
84. Szabó Péter honvéd
85. Szartory János hadnagy
86. Szathmáry Károly hadnagy
87. Szász István honvéd
88. Szerényi G. (lakhely)
89. Tauscher Mátyás
90. Telzik Vilmos őrmester
91. Tenner Lajos (csak lakás)
92. Terbák Vendel (csak lakás)
93. Tolnay Samu százados
94. Tóth András honvéd
95. Tóth Sándor (csak lakás)
96. Török Lajos százados
97. Vaigli Vilmos százados
98. Vagner Gusztáv tüzér őrnagy
99. Vehle Károly őrnagy
100. Veres Sándor őrmester
101. Vértessy János főhadnagy
102. Villám József honvéd
103. Vizai Lajos (csak lakás)
104. Volf József
105. Vurgits Antal (Wurgits) (lakhely)
106. Zimándy Antal (lakhely)
107. Zuky Antal